# Elisabetta Tripodi
Elisabetta Tripodi, née en 1966 à Reggio de Calabre, est une maire italienne connue pour son combat contre la mafia calabraise, la 'Ndrangheta, au cours de son mandat à Rosarno de 2010 à 2015. Peu soutenue par son parti, le parti démocrate, vivant sous protection policière, elle est renversée de son poste de maire après quatre ans et demi de mandat.

## Biographie

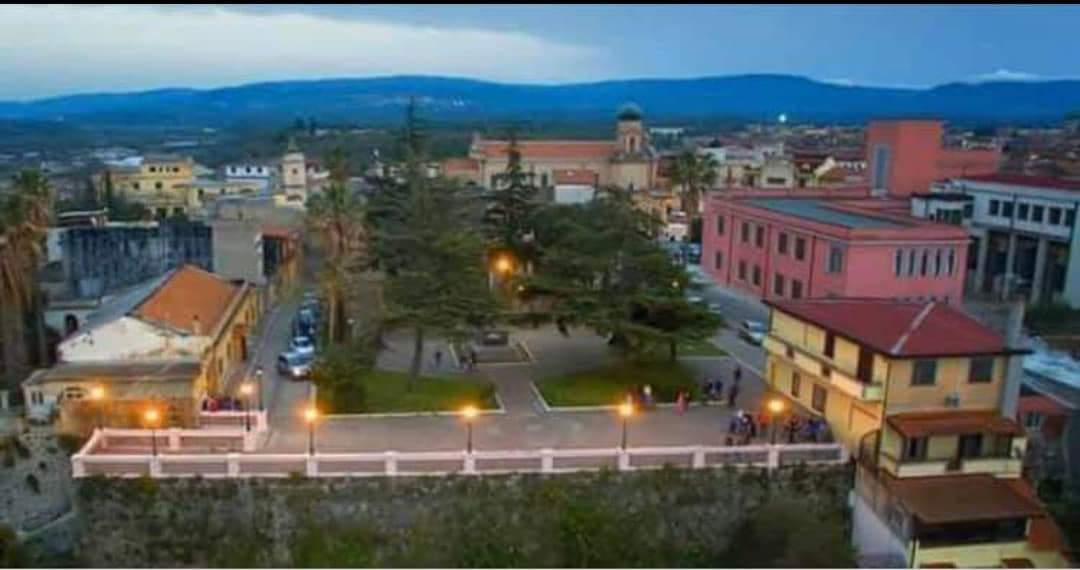
Rosarno

Elisabette Rosa Tripodi naît en 1966 à Reggio de Calabre. Sa famille vit à Rosarno, une ville agricole pauvre de Calabre gangrenée par la mafia locale, la 'Ndrangheta. Ses parents sont avocat et enseignante. Après des études primaires et secondaires à Rosarno, elle part en 1984 faire des études de droit à Pavie. Elle obtient la qualification de secrétaire générale, une fonction consistant à assurer la conformité des décisions prises au niveau local ou régional avec les lois nationales. Mariée avec un enseignant lui aussi originaire de Rosarno, elle exerce à Varese en 1994, dans la riche province de Lombardie, mais se sent l'envie de retourner dans sa ville natale pour y être utile. En 1998, elle met son projet à exécution, et travaille en tant que secrétaire générale dans des villes proches de Rosarno, Rizziconi et San Ferdinando.

### Mandat de maire
En 2008, le maire de la ville est démis de ses fonctions, et le conseil municipal dissous par décret présidentiel, en raison de son infiltration par le clan Pesce (it), un des gangs de la 'Ndrangheta. La ville passe sous tutelle préfectorale pour une période de 18 mois.
En 2010, malgré l'opposition de sa mère et de ses deux enfants, mais avec le soutien du Parti démocrate, elle décide de se présenter aux élections municipales afin de tenter de résoudre les problèmes de chômage et de pauvreté que connait la ville, ainsi que ses corollaires : l'insurrection en janvier  des migrants africains, exploités comme salariés agricoles dans les orangeries, dont deux membres ont été blessés par de jeunes italiens à coups de fusils à pompe, et la montée en puissance de la 'Ndrangheta depuis les années 1980, dont elle a assisté aux exactions quand elle était enfant.
Opposée à Giacomo Saccomanno, un candidat soutenu par une «  liste civique », elle remporte les élections au second tour, avec 52,4 % des voix.
Entendant rompre avec les habitudes en faisant respecter la loi en matière d'immobilier, elle se porte partie civile en 2011 dans une action en expropriation contre la mère et des membres de la famille du parrain local malgré les risques de rétorsion. Celui-ci, Rocco Pesce, emprisonné dans le nord, lui fait parvenir quelques mois plus tard une lettre de menaces sur papier à en-tête de la mairie, et posté depuis Rosarno, ce qui indique qu'il bénéficie de complicités au sein de la municipalité. Elle est alors placée jusqu'à la fin de son mandat sous protection policière, avec deux gardes du corps présents en permanence dès lors qu'elle quitte son domicile, et reçoit l'interdiction de conduire une voiture avec son mari ou ses enfants à bord.
En 2014, elle participe à Milan à un symposium de lutte contre l'infiltration de la mafia réunissant une centaine de maires italiens. Elle préconise la poursuite de la répression de la mafia en s'attaquant à leurs intérêts économiques, mais aussi le développement d'un volet de prévention, avec une révision des règles de dissolution des conseils municipaux gangrenés par la mafia pour aider plus directement les municipalités, dissolutions qu'elle juge trop tardives, et indique qu'il faut « cibler les mafias à travers la confiscation des biens immobiliers ».
Son passage au sein de la mairie et les politiques menées, consistant à s'opposer à la 'Ndrangheta, ou en faveur des migrants travaillant les récoltes d'oranges et traités comme des esclaves, est qualifiée de « printemps de Rosarno », dans une ville jugée quasiment ingouvernable en 2021.

### Fin de mandat
Alors qu'elle avait indiqué vouloir mener son mandat jusqu'à son terme, sans se représenter par la suite du fait des menaces pesant sur elle et sa famille, elle est renversée en 2015 par la démission de 11 conseillers municipaux, qui provoquent ainsi un an avant terme la dissolution du conseil. Il s'agit de 10 membres de l'opposition, et d'une membre de la majorité. Cette majorité avait déjà perdu deux membres en 2012 après le retrait du soutien de l'Union de centre, rendant l'équilibre des forces au sein  du conseil municipal précaire.
Pour le chef de groupe du Parti Démocrate au conseil régional de Reggio, Sebi Romeo, il s'agit d'une décision « incroyable », « insensée », qui n'aucune justification ni politique ni administrative. Pour Antonio Ricchio, journaliste au Corriere della Calabria, qui relève que c'est la troisième maire antimafia à tomber, « dans le silence (inquiétant) de tous les grands noms du Parti démocrate. », cette défaite « est avant tout la défaite du Parti démocrate calabrais, incapable de défendre l'une des expériences administratives les plus positives de cette région ». Ce manque de soutien est rappelé par le même journal en 2018.
Elisabetta Tripodi, qui ne voit, elle non plus, pas de raison politique à ces démissions, se dit soulagée, en raison des répercussions que son mandat avait sur sa vie privée, mais désolée pour la ville.

### Carrière post-mairie

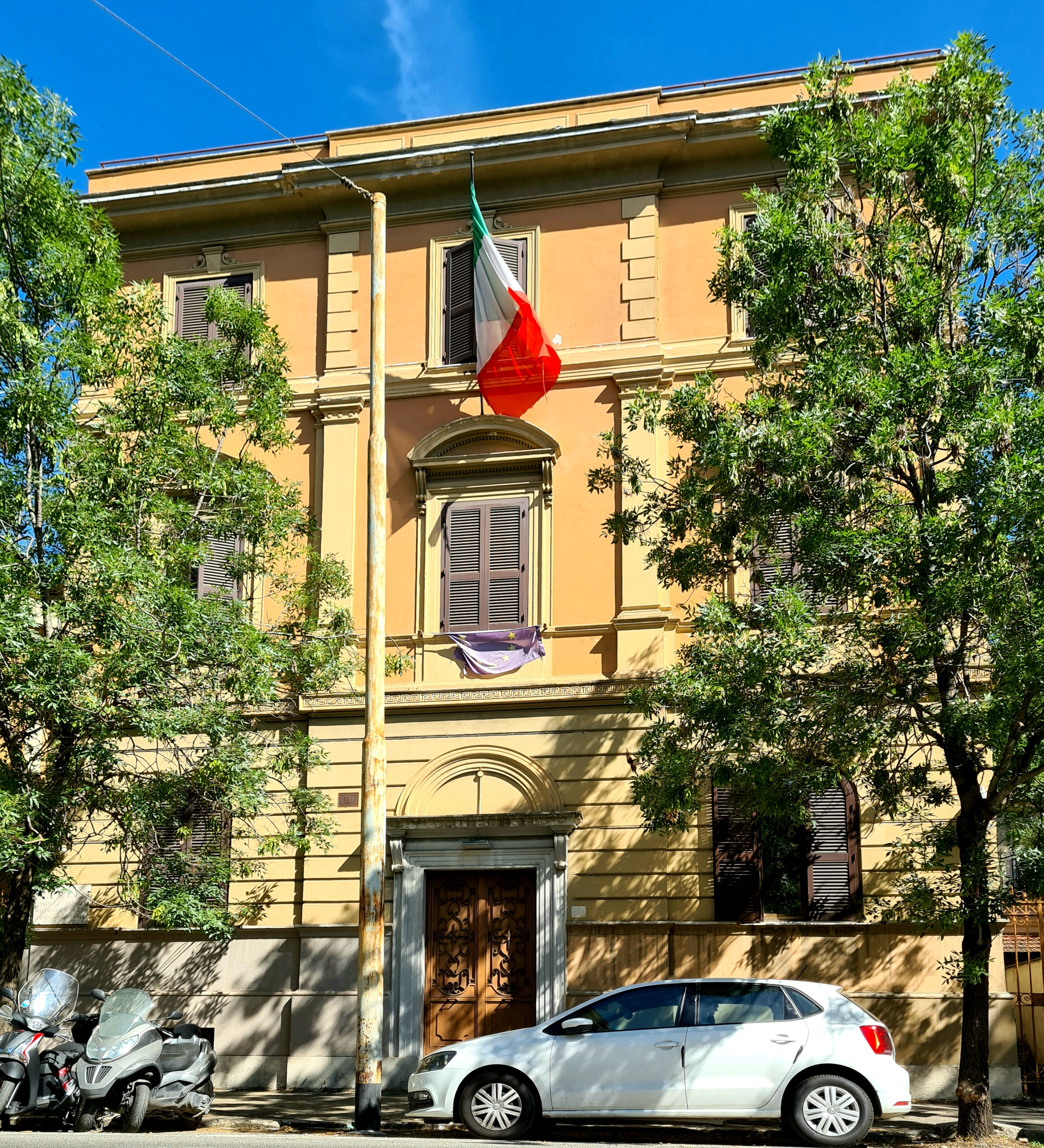
Centrale de l'Associazione Nazionale Partigiani d'Italia ANPI à Rome.

Par la suite, elle reprend un poste de secrétaire générale à la mairie de San Ferdinando, puis elle devient en 2017 directrice administrative de l'Autorité sanitaire provinciale (it) (ASP) de Reggio de Calabre, tout en restant membre du parti démocrate. En mai 2019, elle est nommée à titre intérimaire directrice générale de l'ASP de Vibo Valentia avant d'en devenir la directrice administrative en janvier 2020.
En novembre 2022, alors qu'elle continue ses engagements associatifs, elle est élue présidente de l'Associazione Nazionale Partigiani d'Italia pour la région de Calabre, une association luttant contre le fascisme.

## Distinction
En 2013, l'association milanaise Culture et solidarité lui décerne l'« étoile du mérite social ».
En 2014, elle reçoit le prix Semplicemente Donna, mention « Engagement social et civique »,